# NGC 992
NGC 992 este o galaxie spirală situată în constelația Berbecul. A fost descoperită în 6 septembrie 1886 de către Lewis A. Swift. Se află la o distanță de 55,72 de megaparseci de Pământ.